# US Open 2020 (tennis, rolstoelvrouwendubbel)
Op het US Open 2020 speelden de rolstoelvrouwen de wedstrijden in het dubbelspel op vrijdag 11 en zondag 13 september 2020 in het USTA Billie Jean King National Tennis Center te New York.

## Toernooisamenvatting
Van de titelhoudsters Diede de Groot en Aniek van Koot (beiden uit Nederland) had de laatste zich niet voor deze editie van het toernooi ingeschreven.
De Groot speelde samen met landgenote Marjolein Buis. Zij waren als eersten geplaatst en bereikten de finale, maar verloren die van het tweede reekshoofd Yui Kamiji (Japan) en Jordanne Whiley (VK).

## Geplaatste teams
| Nr. | Team                          | Resultaat   | Uitgeschakeld door         |
| --- | ----------------------------- | ----------- | -------------------------- |
| 1.  | Marjolein Buis Diede de Groot | finale      | Yui Kamiji Jordanne Whiley |
| 2.  | Yui Kamiji Jordanne Whiley    | winnaressen | winnaressen                |

## Toernooischema
| Legenda | Legenda                  |
| ------- | ------------------------ |
| Q       | Qualifier                |
| WC      | Deelname via wildcard    |
| LL      | Lucky Loser              |
| r       | Opgave / trok zich terug |
| w/o     | Walk-over                |
| Alt     | Alternate                |
| SE      | Special Exempt           |
| PR      | Protected Ranking        |
| d       | Diskwalificatie          |

|  | eerste ronde | eerste ronde                  | eerste ronde               | eerste ronde | eerste ronde |                                |   | finale | finale | finale | finale | finale |
|  |              |                               |                            |              |              |                                |   |        |        |        |        |        |
|  | 1            | Marjolein Buis Diede de Groot | 6                          | 6            |              |                                |   |        |        |        |        |        |
|  |              | Momoko Ohtani Lucy Shuker     | 0                          | 1            |              |                                |   |        |        |        |        |        |
|  |              | Momoko Ohtani Lucy Shuker     | 0                          | 1            | 1            | Marjolein Buis Diede de Groot  | 3 | 3      |        |        |        |        |
|  |              |                               |                            |              |              | Marjolein Buis Diede de Groot  | 3 | 3      |        |        |        |        |
|  |              | 2                             | Yui Kamiji Jordanne Whiley | 6            | 6            |                                |   |        |        |        |        |        |
|  |              | 2                             | Yui Kamiji Jordanne Whiley | 6            | 6            | Angélica Bernal Dana Mathewson | 2 | 1      |        |        |        |        |
|  |              |                               |                            |              |              | Angélica Bernal Dana Mathewson | 2 | 1      |        |        |        |        |
|  | 2            | Yui Kamiji Jordanne Whiley    | 6                          | 6            |              |                                |   |        |        |        |        |        |